# Lunca Mare, Prahova
Lunca Mare este un sat în comuna Șotrile din județul Prahova, Muntenia, România. Satul este așezat pe valea râului Doftana, râu pe care se află lacul de acumulare de la Paltinu precum și alte câteva amenajări hidroenergetice.
Așezarea este atestată documentar în 1832.
Localitatea a avut rang de comună, din 1925, desființată în 1931.